# Alberto Valier
Alberto Valier (* 1561 in Venedig; † 1. September 1630) war ein italienischer Geistlicher und Bischof von Verona.

## Leben
Alberto Valier, der auch Bertucci Valier oder Alberto Valeri genannt wurde, entstammte einer angesehenen venezianischen Familie. Er war eines von sechs Kindern des venezianischen Patriziers Giovanni Luigi Valier und dessen Ehefrau Laura Bernardo. Sein Großonkel war der Kardinal Bernardo Navagero, sein Onkel Kardinal Agostino Valier und sein Bruder Kardinal Pietro Valier. Der Familie entstammten mit Bertuccio Valier und Silvestro Valier ferner zwei Dogen des 17. Jahrhunderts.
Er wurde am 13. Februar 1591 zum Titularbischof von Famagusta und zum Koadjutorbischof seines Onkels Agostino Valier ernannt. Die Bischofsweihe spendete ihm in Brescia Kardinal Gianfrancesco Morosini, Bischof von Brescia; Mitkonsekratoren waren Gian Giacomo Diedo, Bischof von Crema, und Girolamo Ragazzoni, Bischof von Bergamo. Er folgte seinem Onkel nach dessen Tod am 23. Mai 1606 als Bischof von Verona nach.
Alberto Valier starb 1630 nach 39 Jahren im Bischofsamt.